# Dirk Westerkamp
Dirk Westerkamp (* 1. Juni 1971 in Göttingen) ist deutscher Philosoph.

## Leben
Von 1992 bis 1999 studierte er Philosophie, Linguistik, Literaturwissenschaft und vergleichende Religionswissenschaften in Berlin, Braunschweig und Jerusalem. Nach der Promotion 2003 zum Dr. phil. lehrte er ab dem Folgejahr als Juniorprofessor an der Christian-Albrechts-Universität zu Kiel. Seit Oktober 2010 ist er Professor für Theoretische Philosophie am Philosophischen Seminar der CAU zu Kiel.

## Schriften (Auswahl)
- Via negativa. Sprache und Methode der negativen Theologie. Paderborn 2006, ISBN 3-7705-4151-0.
- Die philonische Unterscheidung. Aufklärung, Orientalismus und Konstruktion der Philosophie. Paderborn 2009, ISBN 978-3-7705-4189-8.
- Sachen und Sätze. Untersuchungen zur symbolischen Reflexion der Sprache. Hamburg 2014, ISBN 978-3-7873-2681-5.
- Ikonische Prägnanz. Paderborn 2015, ISBN 978-3-7705-5937-4.
- Ästhetisches Verweilen. Tübingen 2019, ISBN 978-3-16-156922-7.
- Das schweigende Tier. Sprachphilosophie und Ethologie. Hamburg 2020, ISBN 978-3-7873-3700-2.
- Spekulative Epen. Studien zur Sprachphilosophie des Deutschen Idealismus. Tübingen 2021, ISBN 978-3-16-160747-9.
- Schrift, Bild, Handlung. Hamburg 2022, ISBN 978-3-7873-4242-6.